# Marcel Imsand

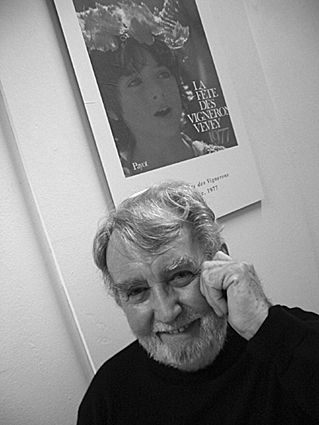
Marcel Imsand, Foto: Erling Mandelmann, 2007

Marcel Imsand (* 15. September 1929 in Pringy, Kanton Freiburg; † 11. November 2017 in Lausanne) war ein Schweizer Fotograf und Fotoreporter.

## Leben
Marcel Imsand wuchs auf dem Bauernhof seiner Grosseltern unterhalb von Schloss Greyerz und in Broc auf. Im neuenburgischen Saint-Aubin absolvierte er eine Lehre als Feinmechaniker. 1958 heiratete er Mylène Dirac; sie wurden Eltern von Isabelle, Jean-Pascal (1960–1994) und Marie-José (* 1962).
Ab 1964 war er als Berufsfotograf tätig, zunächst vor allem für Westschweizer Tageszeitungen und Illustrierte. Von 1970 bis 1987 war er für die Fotos der Encyclopédie illustrée du Pays de Vaud verantwortlich. In Lausanne war er zudem offizieller Fotograf des Beaulieu-Theaters und des IOK. 2011 übergab er sein Archiv dem Lausanner Musée de l’Elysée.

## Auszeichnungen
- 1988: Grosser Preis der Fondation vaudoise pour la culture
- 2011: Chevalier des Arts et des Lettres

## Werke (Auswahl)
- 1000 Lausanne. Texte von Jacques Chessex und Jacques Barbier. Payot, Lausanne 1969.
- Frères comme ça. Texte von Émile Gardaz. Cahiers Renaissance Vaudoise, Lausanne 1970.
- Le Vin vaudois, Lausanne 1975.
- Saute-saison, Lausanne 1976.
- La Fête des Vignerons, Lausanne 1977.
  - Fête des Vignerons 1977. Hallwag, Bern 1977, ISBN 3-444-10234-8.
- Passerelle des jours. Soixante mois de poésie par Émile Gardaz, Lausanne 1981.
- Paul et Clémence, Lausanne 1982.
  - Paul und Clémence. Stürtz, Würzburg 1984, ISBN 3-8003-0222-5.
- Evelyne. Quarante poèmes d’amour, Lausanne 1983.
- La Fête des enfants, Neuenburg 1984.
- Saisons du Léman, Lausanne 1985.
- Vaud, visions de rêve, Lausanne 1989.
- Luigi le berger, Lausanne 1990.
  - Luigi der Schäfer. Stürtz, Würzburg 1991, ISBN 3-8003-0434-1.
- La courte échelle, Lausanne 1995.
- Les Frères, Freiburg 1997.
- Le Monde en noir et blanc, Freiburg 2001.
- Gruyères en hiver, Freiburg 2003.
- Confidences, hrsg. v. Marie-José Imsand, 2006.
- Barbara. La chanteuse et le photographe, Paris 2007.
- Histoire d’une image, Freiburg 2009.
- Maurice Béjart. Fondation Pierre Gianadda, Martigny 2011, ISBN 9782884431347.
- Intime, hrsg. v. Marie-José Imsand. Favre, Lausanne 2018, ISBN 978-2-8289-1714-2.